# Прісноводні заболочені ліси басейну Чаопхраї
Прісноводні заболочені ліси басейну Чаопхраї (ідентифікатор WWF: IM0107) — індомалайський екорегіон тропічних та субтропічних вологих широколистяних лісів, розташований в Таїланді. 

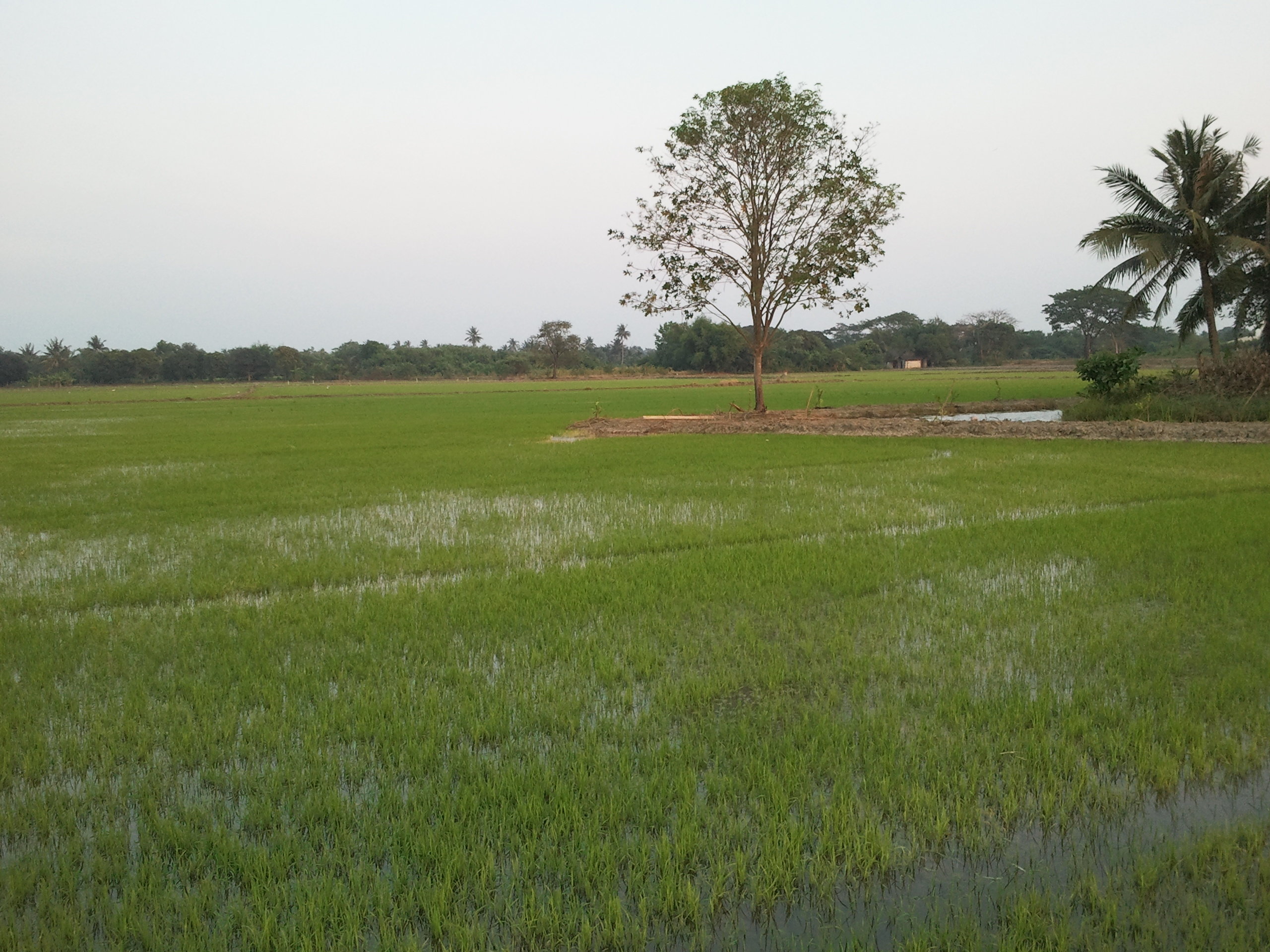
Рисові поля у провінції Накхонпатхом

## Географія
Екорегіон прісноводних заболочених лісів басейну Чаопхраї охоплює більшу частину Менамської низовини, розташованої в Центральному Таїланді. Через територію регіону протікає Чаопхрая — найбільша річка Таїланду. Вона утворюється при злитті річок Пінг та Нан поблизу міста Накхонсаван, після чого тече на південь, де впадає у Бангкокську затоку, північну частину Сіамської затоки. Головними притоками Чаопхраї є Пасак (ліва) та Сакекраг (права). В провінції Чайнат від головного русла річки відгалужується Тхачін, яка протікає паралельно Чаопхраї і впадає в Сіамську затоку західніше. Територія екорегіону охоплює, окрім басейну Чаопхраї, також нижню частину басейнів річок Мекхлонг та Бангпаконг.
Протяжність екорегіону з півночі на південь становить приблизно 400 км. Протяжність заплави Чаопхраї із заходу на схід у найширшому місці становить приблизно 180 км, що вказує на розміри річки та на її екологічну значущість. 
Територію екорегіону можна умовно розділити на дві частини. Нижня частина Менамської рівнини, яка простягається на північ до провінції Ангтхонг, лежить на висоті приблизно 2 м над рівнем моря. Основу її складають четвертинні алювіальні відклади глибиною 15-30 м, що перекривають м'які морські глини. Глини накопичувалися на цій території, коли вона була величезною затокою Південнокитайського моря, приблизно 5000-6000 років тому, коли рівень моря був приблизно на 2 м вищий, ніж зараз. Верхня частина Менамської рівнини охоплює нижні долини річок Пінг та Нан і лежить на висоті понад 20 м над рівнем моря. Ця територія ніколи не зазнавала значних припливних повеней.
На захід та схід від Менамської рівнини розташований екорегіон рівнинних вологих листяних лісів басейну Чаопхраї, на північ — екорегіон сухих лісів Центрального Індокитаю. Південніше, у дельті Чаопхраї, поширені індокитайські мангри.

## Клімат
В межах екорегіону домінує саванний клімат (Aw за класифікацією кліматів Кеппена). Середньорічна кількість опадів тут становить близько 1400 мм, більшість з яких випадає в період з травня по жовтень, коли дмуть південно-західні мусони. Середня максимальна температура в екорегіоні становить 33 °C, а середня мінімальна температура — 24 °C.

## Флора
Природний рослинний покрив екорегіону був майже повністю знищений, подібно до того, як це відбулося в інших алювіальних заплавах Азії. Наразі науковці можуть лише здогадуватися про початковий ландшафт регіону та про його дику природу. Вважається, що у міру накопичення алювіальних відкладів солонуватоводні болота замінювалися на прісноводні водно-болотні рослинні угруповання, де великі ділянки відкритої води чергувалися з постійно або сезонно затоплюваними лісами, що росли на підвищеннях уздовж берегів річок. У затоплюваних лісах переважали смоляні дерева (Dipterocarpus alatus), а на постійно заболочених ділянках у низинах — зарості панданів (Pandanus spp.), рогозу (Typha spp.), очерету (Phragmites spp.) та осоки (Cyperaceae). У нижній частині регіону затоплювані ліси та болота переходили у мангри.

## Фауна
Багато диких тварин, які колись населяли заплави регіону, наразі вимерли. До таких видів належать деякі риби, птахи, такі як індокитайські сипи (Gyps tenuirostris), бенгальські сипи (Gyps bengalensis), індійські журавлі (Grus antigone) і чорночереві змієшийки (Anhinga melanogaster), та ссавці, такі як індійські слони (Elephas maximus indicus), індокитайські тигри (Panthera tigris corbetti) і яванські носороги (Rhinoceros sondaicus). Олені Шомбургка (Rucervus schomburgki), які були ендеміками басейну Чаопхраї, вимерли на початку XX століття. Білоокі попецухи (Pseudochelidon sirintarae), ендемічні ластівки, які гніздилися на піщаних мілинах у північній частині регіону, вже перебували на межі зникнення на момент їх відкриття у 1968 році. З 1977 року цей вид жодного разу не спостерігався і, можливо, він також вимер.
Тим не менш, в екорегіоні продовжує мешкати більше чверті всіх птахів Таїланду, яким загрожує знищення, а також багато рідкісних ссавців, зокрема майже ендемічні таїландські листоноси (Hipposideros halophyllus), золотошиї крилани (Pteropus lylei) і леопольдомиші Ніла (Leopoldamys neilli), та ендемічні вапнякові щури (Niviventer hinpoon). Тут розташовані великі колонії індійських лелек-молюскоїдів (Anastomus oscitans) та інших водоплавних і коловодних птахів. Щороку заплави регіону відвідують індійські лелеки-тантали (Mycteria leucocephala), сірі пелікани (Pelecanus philippensis), сивопері ібіси (Threskiornis melanocephalus) та дуже рідкісні індійські марабу (Leptoptilos dubius). Серед інших рідкісних птахів, що зустрічаються в регіоні, слід відзначити чорного шуліку (Milvus migrans) та зимуючу сіру чайку (Vanellus cinereus) .
Басейн Чаопхраї є домом для півдесятка ендемічних видів різнокрилих та рівнокрилих бабок. Деякі з них, зокрема Cryptophaea saukra та Caliphaea angka, перебувають під загрозою зникнення.

## Збереження
Північна частина екорегіону була заселена та оброблялася протягом тисячоліть. Ця територія входила до королівства Сукхотай (у XII-XV століттях) та до королівства Аюттхая (з середини XIV ст. до середини XVIII ст.). Тим не менш, традиційна мон-кхмерська система сільського господарства була менш інтенсивною, ніж пізніші системи, і дозволяла співіснувати з людьми багатьом диким тваринам.
Хоча Накхонпатхом, розташований на південному заході екорегіону, був великим центром цивілізації ще у V ст. н.е., більша частина Нижньої Менамської рівнини представляла собою малоосвоєні водно-болотні угіддя до 1782 року, коли сіамські королі перенесли свою столицю в Бангкок. На початку XIX століття річки регіону були сполучені каналами, відомими як кхлонг, завдяки яким європейці називали Бангкок "Венецією Сходу". З посиленням інтеграції Сіаму у світову економіку після підписання угоди Баурінга в 1855 році було створено нові канали, по яким з країни у великих об'ємах почав вивозитися рис. Вільні селяни та торговці активно перетворювали залишки боліт на рисові поля, так що доля мегафауни, зокрема слонів та оленів Шомбургка, була вирішена вже на початку XX століття. Завдяки низці іригаційних проектів, реалізованих у першій половині XX століття, найбільшим з яких став проект будівництва Чаопхрайської греблі, завершений у 1962 році, були запроваджені нові методи рисівництва.
Наразі майже всі водно-болотні угіддя екорегіону осушені або сильно порушені. Тут не залишилося жодної ділянки незайманих прісноводних боліт та затоплюваних лісів. Таким чином, потенціал для створення великих природоохоронних територій в екорегіоні відсутній. Однак незважаючи на це, рисові поля Центрального Таїланду мають велике значення як модифікована форма водно-болотних угідь, яка підтримує існування популяцій зимуючих і осілих коловодних птахів та інших видів. Загрозами для збереження залишків природи регіону є розвиток марикультури (креветок) шляхом закачування солоної води та використання пестицидів для знищення інтродукованих равликів Pomacea canaliculata, які є шкідниками рису.